# 新河县
新河县在中国河北省南部、滏阳河流域，是邢台市下辖的一个县。县政府驻新河镇光明路東段。

## 行政区划
新河县下辖2个镇、4个乡：
新河镇、寻寨镇、白神首乡、荆家庄乡、西流乡和仁让里乡。

## 人口
根據第七次全國人口普查數據，截至2020年11月1日零時，新河縣常住人口134095人，佔全市人口1.89％。全縣常住人口中，男性人口占比49.96%；女性人口占比50.04%。年齡構成方面，0—14歲人口占比18.82%，15—59歲人佔比57.21%，60歲及以上人口占比23.97%，65歲及以上人口占比17.21%。

## 交通
- 230国道、 308国道过境。